# 夏至

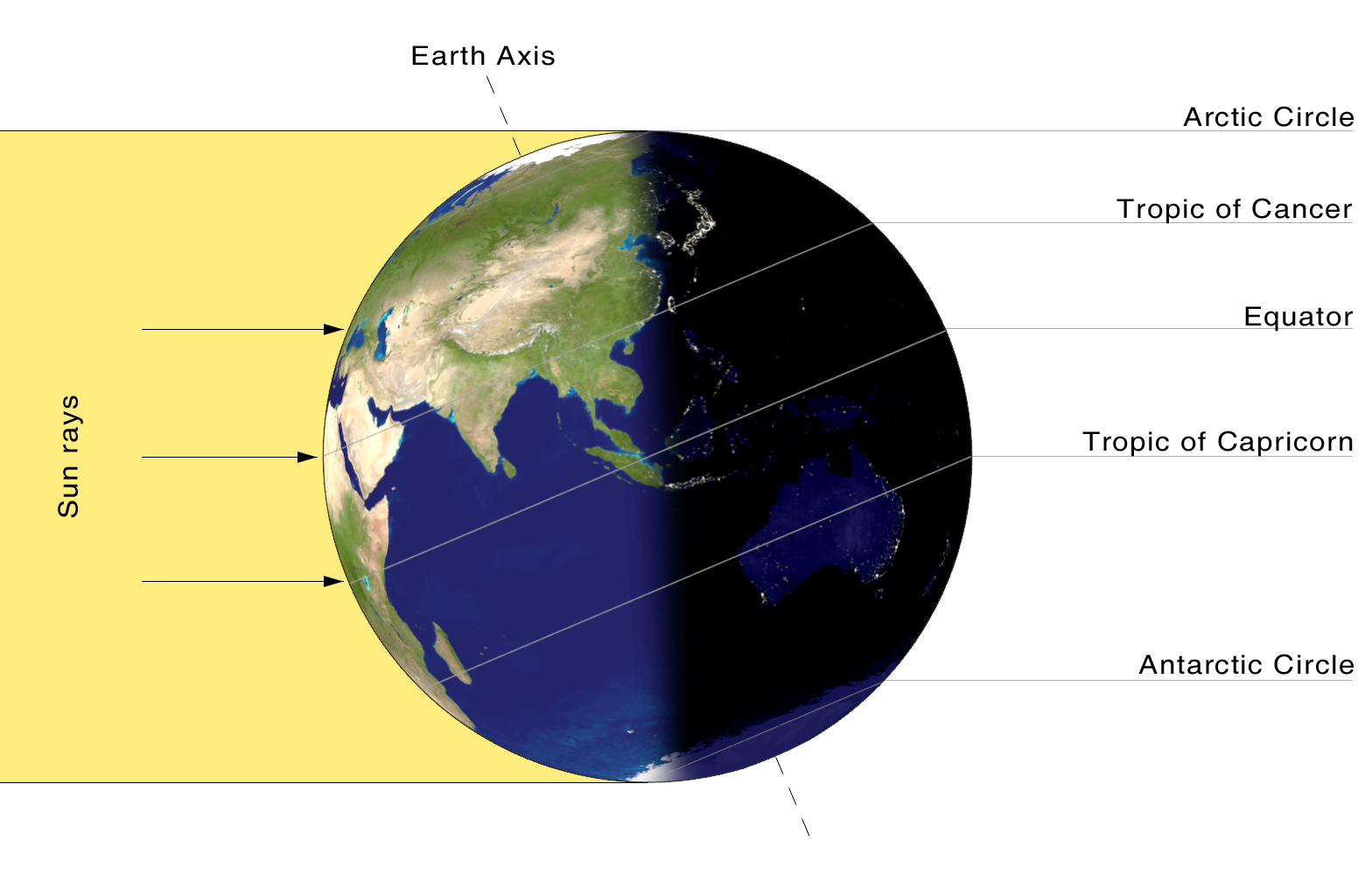
夏至の日の太陽光の当たり方。夏至では太陽は北回帰線上にあるため、北半球では昼が最も長く、夜が最も短い

- 立春
- 雨水
- 啓蟄
- 春分
- 清明
- 穀雨
- 立夏
- 小満
- 芒種
- 夏至
- 小暑
- 大暑
- 立秋
- 処暑
- 白露
- 秋分
- 寒露
- 霜降
- 立冬
- 小雪
- 大雪
- 冬至
- 小寒
- 大寒

夏至（げし、英: summer solstice）は、二十四節気の第10。北半球ではこの日が1年のうちで最も昼（日の出から日没まで）の時間が長い。南半球では、北半球の夏至の日に最も昼の時間が短くなる（#天文も参照）。日本における旧暦5月内に発生する。

## 解説
現在広まっている定気法では太陽黄経が90度のとき（黄道十二宮では巨蟹宮の原点に相当）で6月21日ごろ。暦ではそれが起こる日だが、天文学ではその瞬間を夏至とし、それを含む日を夏至日（げしび）と呼ぶ。平気法では冬至から1/2年（約182.62日）後で6月22日ごろ。期間としての意味もあり、この日から次の節気の小暑前日までである。

## 季節
日本の大部分では梅雨の最中。北半球では1年中で一番昼が長く夜が短い日である(南半球では逆転する)。
『暦便覧』には「陽熱至極しまた、日の長きのいたりなるを以てなり」と記されている。

## 日付
定気法による夏至の瞬間（世界時、UT）と、日本・中国での夏至日の日付は表のとおり。日本における時刻はこの表の9時間後、中国では8時間後となり、世界時15時台の2国の日付は異なる。

| 年     | 日時 (UT)    | 日本    | 中国    |
| ------ | ------------ | ------- | ------- |
| 1966年 | 6月21日20:33 | 6月22日 | 6月22日 |
| 1967年 | 6月22日02:23 | 6月22日 | 6月22日 |
| 1968年 | 6月21日08:13 | 6月21日 | 6月21日 |
| 1969年 | 6月21日13:55 | 6月21日 | 6月21日 |
| 1970年 | 6月21日19:43 | 6月22日 | 6月22日 |
| 1971年 | 6月22日01:20 | 6月22日 | 6月22日 |
| 1972年 | 6月21日07:06 | 6月21日 | 6月21日 |
| 1973年 | 6月21日13:01 | 6月21日 | 6月21日 |
| 1974年 | 6月21日18:38 | 6月22日 | 6月22日 |
| 1975年 | 6月22日00:26 | 6月22日 | 6月22日 |
| 1976年 | 6月21日06:24 | 6月21日 | 6月21日 |
| 1977年 | 6月21日12:14 | 6月21日 | 6月21日 |
| 1978年 | 6月21日18:10 | 6月22日 | 6月22日 |
| 1979年 | 6月21日23:56 | 6月22日 | 6月22日 |
| 1980年 | 6月21日05:47 | 6月21日 | 6月21日 |
| 1981年 | 6月21日11:45 | 6月21日 | 6月21日 |
| 1982年 | 6月21日17:23 | 6月22日 | 6月22日 |
| 1983年 | 6月21日23:09 | 6月22日 | 6月22日 |
| 1984年 | 6月21日05:02 | 6月21日 | 6月21日 |
| 1985年 | 6月21日10:44 | 6月21日 | 6月21日 |
| 1986年 | 6月21日16:30 | 6月22日 | 6月22日 |
| 1987年 | 6月21日22:11 | 6月22日 | 6月22日 |
| 1988年 | 6月21日03:57 | 6月21日 | 6月21日 |
| 1989年 | 6月21日09:53 | 6月21日 | 6月21日 |
| 1990年 | 6月21日15:33 | 6月22日 | 6月21日 |
| 1991年 | 6月21日21:19 | 6月22日 | 6月22日 |
| 1992年 | 6月21日03:14 | 6月21日 | 6月21日 |
| 1993年 | 6月21日09:00 | 6月21日 | 6月21日 |
| 1994年 | 6月21日14:48 | 6月21日 | 6月21日 |
| 1995年 | 6月21日20:34 | 6月22日 | 6月22日 |
| 1996年 | 6月21日02:24 | 6月21日 | 6月21日 |
| 1997年 | 6月21日08:20 | 6月21日 | 6月21日 |
| 1998年 | 6月21日14:03 | 6月21日 | 6月21日 |
| 1999年 | 6月21日19:49 | 6月22日 | 6月22日 |
| 2000年 | 6月21日01:48 | 6月21日 | 6月21日 |
| 2001年 | 6月21日07:38 | 6月21日 | 6月21日 |
| 2002年 | 6月21日13:24 | 6月21日 | 6月21日 |
| 2003年 | 6月21日19:10 | 6月22日 | 6月22日 |
| 2004年 | 6月21日00:57 | 6月21日 | 6月21日 |
| 2005年 | 6月21日06:46 | 6月21日 | 6月21日 |
| 2006年 | 6月21日12:26 | 6月21日 | 6月21日 |
| 2007年 | 6月21日18:06 | 6月22日 | 6月22日 |
| 2008年 | 6月20日23:59 | 6月21日 | 6月21日 |
| 2009年 | 6月21日05:46 | 6月21日 | 6月21日 |
| 2010年 | 6月21日11:28 | 6月21日 | 6月21日 |
| 2011年 | 6月21日17:16 | 6月22日 | 6月22日 |
| 2012年 | 6月20日23:09 | 6月21日 | 6月21日 |
| 2013年 | 6月21日05:04 | 6月21日 | 6月21日 |
| 2014年 | 6月21日10:51 | 6月21日 | 6月21日 |
| 2015年 | 6月21日16:38 | 6月22日 | 6月22日 |
| 2016年 | 6月20日22:34 | 6月21日 | 6月21日 |
| 2017年 | 6月21日04:24 | 6月21日 | 6月21日 |
| 2018年 | 6月21日10:07 | 6月21日 | 6月21日 |
| 2019年 | 6月21日15:54 | 6月22日 | 6月21日 |
| 2020年 | 6月20日21:43 | 6月21日 | 6月21日 |
| 2021年 | 6月21日03:32 | 6月21日 | 6月21日 |
| 2022年 | 6月21日09:14 | 6月21日 | 6月21日 |
| 2023年 | 6月21日14:58 | 6月21日 | 6月21日 |
| 2024年 | 6月20日20:51 | 6月21日 | 6月21日 |
| 2025年 | 6月21日02:41 | 6月21日 | 6月21日 |
| 2026年 | 6月21日08:24 | 6月21日 | 6月21日 |
| 2027年 | 6月21日14:10 | 6月21日 | 6月21日 |
| 2028年 | 6月20日20:01 | 6月21日 | 6月21日 |
| 2029年 | 6月21日01:47 | 6月21日 | 6月21日 |
| 2030年 | 6月21日07:30 | 6月21日 | 6月21日 |
| 2031年 | 6月21日13:16 | 6月21日 | 6月21日 |
| 2032年 | 6月20日19:07 | 6月21日 | 6月21日 |
| 2033年 | 6月21日01:00 | 6月21日 | 6月21日 |
| 2034年 | 6月21日06:43 | 6月21日 | 6月21日 |
| 2035年 | 6月21日12:32 | 6月21日 | 6月21日 |
| 2036年 | 6月20日18:31 | 6月21日 | 6月21日 |
| 2037年 | 6月21日00:21 | 6月21日 | 6月21日 |
| 2038年 | 6月21日06:08 | 6月21日 | 6月21日 |
| 2039年 | 6月21日11:56 | 6月21日 | 6月21日 |
| 2040年 | 6月20日17:45 | 6月21日 | 6月21日 |
| 2041年 | 6月20日23:34 | 6月21日 | 6月21日 |
| 2042年 | 6月21日05:14 | 6月21日 | 6月21日 |
| 2043年 | 6月21日10:57 | 6月21日 | 6月21日 |
| 2044年 | 6月20日16:50 | 6月21日 | 6月21日 |
| 2045年 | 6月20日22:32 | 6月21日 | 6月21日 |
| 2046年 | 6月21日04:13 | 6月21日 | 6月21日 |
| 2047年 | 6月21日10:02 | 6月21日 | 6月21日 |
| 2048年 | 6月20日15:52 | 6月21日 | 6月20日 |
| 2049年 | 6月20日21:46 | 6月21日 | 6月21日 |
| 2050年 | 6月21日03:31 | 6月21日 | 6月21日 |
| 2051年 | 6月21日09:17 | 6月21日 | 6月21日 |
| 2052年 | 6月20日15:15 | 6月21日 | 6月20日 |
| 2053年 | 6月20日21:03 | 6月21日 | 6月21日 |
| 2054年 | 6月21日02:46 | 6月21日 | 6月21日 |
| 2055年 | 6月21日08:38 | 6月21日 | 6月21日 |
| 2056年 | 6月20日14:27 | 6月20日 | 6月20日 |
| 2057年 | 6月20日20:17 | 6月21日 | 6月21日 |
| 2058年 | 6月21日02:02 | 6月21日 | 6月21日 |
| 2059年 | 6月21日07:46 | 6月21日 | 6月21日 |
| 2060年 | 6月20日13:44 | 6月20日 | 6月20日 |

### グレゴリオ暦
グレゴリオ暦による1583年から2499年までの日本の夏至は表のとおり。
2025年の夏至は6月21日。
365日からの超過分が毎年蓄積し、4年に一度閏年でリセットされる様子がわかる（夏至は閏日の挿入される2月末日より後のため、4で割り切れる年が先頭）。
1904年 - 2055年には6月21日か6月22日だが、1903年（過去に1度のみ）は6月23日で、2056年からは6月20日もある。
| 年              | 年を4で割った余り | 年を4で割った余り | 年を4で割った余り | 年を4で割った余り | 確定困難な（日を跨ぐ）年     |
| 年              | 0                 | 1                 | 2                 | 3                 | 真夜中の前後10分             |
| --------------- | ----------------- | ----------------- | ----------------- | ----------------- | ---------------------------- |
| 1583年 - 1603年 | 21日              | 22日              | 22日              | 22日              |                              |
| 1604年 - 1635年 | 21日              | 21日              | 22日              | 22日              | 1605(21-22日)                |
| 1636年 - 1663年 | 21日              | 21日              | 21日              | 22日              |                              |
| 1664年 - 1695年 | 21日              | 21日              | 21日              | 21日              |                              |
| 1696年 - 1699年 | 20日              | 21日              | 21日              | 21日              |                              |
| 1700年 - 1723年 | 21日              | 22日              | 22日              | 22日              |                              |
| 1724年 - 1755年 | 21日              | 21日              | 22日              | 22日              | 1725(21-22日), 1754(21-22日) |
| 1756年 - 1783年 | 21日              | 21日              | 21日              | 22日              |                              |
| 1784年 - 1799年 | 21日              | 21日              | 21日              | 21日              |                              |
| 1800年 - 1815年 | 22日              | 22日              | 22日              | 22日              |                              |
| 1816年 - 1843年 | 21日              | 22日              | 22日              | 22日              |                              |
| 1844年 - 1875年 | 21日              | 21日              | 22日              | 22日              | 1874(21-22日)                |
| 1876年 - 1899年 | 21日              | 21日              | 21日              | 22日              |                              |
| 1900年 - 1903年 | 22日              | 22日              | 22日              | 23日              | 1903(22-23日)                |
| 1904年 - 1935年 | 22日              | 22日              | 22日              | 22日              |                              |
| 1936年 - 1963年 | 21日              | 22日              | 22日              | 22日              |                              |
| 1964年 - 1991年 | 21日              | 21日              | 22日              | 22日              | 1965(21-22日)                |
| 1992年 - 2019年 | 21日              | 21日              | 21日              | 22日              |                              |
| 2020年 - 2055年 | 21日              | 21日              | 21日              | 21日              | 2023(21-22日)                |
| 2056年 - 2083年 | 20日              | 21日              | 21日              | 21日              |                              |
| 2084年 - 2099年 | 20日              | 20日              | 21日              | 21日              |                              |
| 2100年 - 2111年 | 21日              | 21日              | 22日              | 22日              |                              |
| 2112年 - 2139年 | 21日              | 21日              | 21日              | 22日              |                              |
| 2140年 - 2175年 | 21日              | 21日              | 21日              | 21日              | 2172(20-21日)                |
| 2176年 - 2199年 | 20日              | 21日              | 21日              | 21日              |                              |
| 2200年 - 2203年 | 21日              | 22日              | 22日              | 22日              | 2201(21-22日)                |
| 2204年 - 2231年 | 21日              | 21日              | 22日              | 22日              |                              |
| 2232年 - 2259年 | 21日              | 21日              | 21日              | 22日              |                              |
| 2260年 - 2291年 | 21日              | 21日              | 21日              | 21日              | 2263(21-22日)                |
| 2292年 - 2299年 | 20日              | 21日              | 21日              | 21日              |                              |
| 2300年 - 2319年 | 21日              | 22日              | 22日              | 22日              |                              |
| 2320年 - 2351年 | 21日              | 21日              | 22日              | 22日              | 2321(21-22日), 2350(21-22日) |
| 2352年 - 2379年 | 21日              | 21日              | 21日              | 22日              |                              |
| 2380年 - 2411年 | 21日              | 21日              | 21日              | 21日              |                              |
| 2412年 - 2439年 | 20日              | 21日              | 21日              | 21日              |                              |
| 2440年 - 2471年 | 20日              | 20日              | 21日              | 21日              | 2470(20-21日)                |
| 2472年 - 2499年 | 20日              | 20日              | 20日              | 21日              | 2499(20-21日)                |

## 天文

太陽の動き

春分から秋分までの間、北半球では太陽は真東からやや北寄りの方角から上り、真西からやや北寄りの方角に沈む。夏至の日にはこの日の出（日出）・日の入り（日没）の方角が最も北寄りになる。また、北回帰線上の観測者から見ると、夏至の日の太陽は正午に天頂を通過する。夏至の日には北緯66.6度以北の北極圏全域で白夜となり、南緯66.6度以南の南極圏全域で極夜となる。
なお、1年で日の出の時刻が最も早い日および日の入りの時刻が最も遅い日それぞれと、夏至の日は一致しない。日本では、日の出が最も早い日は夏至の1週間前ごろであり、日の入りが最も遅い日は夏至の1週間後ごろである。
また、南半球では昼と夜の長さの関係が北半球と逆転するため、天文学的な夏至とは別に、慣習的に「1年中で一番昼が長く夜が短い日」のことを夏至と呼ぶことがある。すなわち、南半球が慣習的な意味での夏至を迎える日は天文学上は冬至の日に当たる。

## 風習
北半球では、性欲をかきたてる日とされており、スウェーデンの民俗学者によると、夏至を祝うミッドサマーの祝日から9ヶ月後に生まれる子供が多いという。ギリシャ北部では、未婚女性がイチジクの木の下に自分の持ち物を置くと、夏至の魔法により将来の夫の夢を見るという伝承がある。ポーランドではスラブ民族の祝日、「イワン・クパラの日」の夜には、人々が恋に落ちるという言い伝えがある。イギリスのストーンヘンジでの夏至祭りは、ドルイド教に由来し、男性神、女性神の出会いを祝う意味があると言われている。シェイクスピアの夏の夜の夢もこういった恋に狂乱する人々をテーマにしている。
日本では、夏至は農作業が最も忙しい時期であることもあり、全国的な風習はないようである。ただし、地域ごとの風習としては次のようなものがある。
- 静岡県では、冬瓜を食べる風習がある。
- 新小麦で焼餅をつくり神に供える風習がある。豊作を祈願するもので、田作を手伝ってくれる近所に配る場合もあり、関東で多いが島根県や熊本県でも同様の行事が行われる。

2015年頃から、夏らしい食べ物としてカレーを食べる「夏至カレー」の運動がSNS上で広まっている。

## 七十二候
夏至の期間の七十二候は以下のとおり。
初候
乃東枯（ないとう かるる）
夏枯草が枯れる（日本）
鹿角解（しかの つの おつ）
鹿が角を落とす（中国）

次候
菖蒲華（しょうぶ はなさく）
あやめの花が咲く（日本）
蜩始鳴（せみ はじめて なく）
蝉が鳴き始める（中国）

末候
半夏生（はんげ しょうず）
烏柄杓が生える（日本・中国）

## 前後の節気
芒種 → 夏至 → 小暑